# برج ترامب الدولي
برج ترمب الدولي هو ناطحة سحاب سكنية في شارع 845 الأمم المتحدة (الجادة الأولى بين شارع 47 48) في وسط مانهاتن مدينة نيويورك بدأ البناء في عام 1999 وانتهى في عام 2001.

## الوصف
صممه المهندس المعماري اليوناني كوستاس كونديليس ويبلغ ارتفاعه 861 قدم ويحتوي على 72 طابق شيد مع واجحات الحائط الساتر الداكن وزجاج ملون برونوزي. النوافذ الكبيرة الناتجة تسمح لوجهات النظر واسعة من نهر الأوسط في وسط مانهاتن يتم إنشاء المبنى مع ملموسة لتحسين مقاومة الرياح.
وكان برج ترمب الدولي أطول برج سكني في العالم لفترة وجيزة وذلك قبل الانتهاء من برج ال21 القرن في دبي وقصر برج 3 في سيول (2004) أطول من حفنة من الأبراج السكنية بالكامل انجزت حتى الآن من قبل دونالد ترمب يكلف حوالي 300 مليون دولار للبناء وقد خففت الاسعار إلى ما بين 625,000 للأستوديو.
قبل البناء وكثير من الدول المجاورة بما في ذلك الصحفي المخضرم والتر كرونكايت يعارض بناءه نظراً لأرتفاعة وعدم وجود ميزات الخارجية المميزة. ومن بين المخاوف هو أن هذا البرج سيكون قزم مقر الامم المتحدة عبر الشارع شيد برج ترمب الدولي باعتباره من بين الحق على الموقع السابق لمركز الهندسية المتحدة من خلال الاستحواذ على حقوق الهواء غير المستخدمة من خصائص المجاورة.

## في الثقافة الشعبية
وقد سبق ان ظهر المبنى وبعض الوحدات السكنية على ان بي بي سي، والتي ظهرت سابقاً دونالد ترمب وقد ظهر ايضاً في مخيم نهر البارد برنامج تلفزيوني الموسم 13 الجيش الشعبي 193. ايضاً ظهر المبنى بشكل كبير في عام 2007 في فيلم قبل ان يعرف الشيطان انك ميت.

## انظر ايضاً
- دونالد ترمب
- قائمة أطول المباني في مدينة نيويورك

## وصلات خارجية
- الموقع الرسمي